# Pryncypat (Polska)
Pryncypat – zasada władzy monarszej wprowadzona do Polski postanowieniem Bolesława Krzywoustego w roku 1138 i trwająca do końca XIII wieku.
Zasada ta polegała na tym, że najstarszy z książąt dzielnicowych miał sprawować władzę zwierzchnią nad pozostałymi (książę zwierzchni). Do jego przywilejów należało otrzymanie w posiadanie, oprócz swojej dzielnicy, także ziemi krakowskiej i innych drobnych. Powodowało to, że Kraków był często areną walki między książętami i innymi władcami nawet innych krajów.
Zasada pryncypatu ostatecznie zanikła około roku 1227 wraz ze śmiercią Leszka Białego.